# Communauté de communes du Val Bréon
Pour les articles homonymes, voir Bréon.
La communauté de communes du Val Bréon (CCVB) est une ancienne communauté de communes française, située dans le département de Seine-et-Marne en région Île-de-France.

## Historique
La Communauté de communes du Val Bréon a été créée le 2 janvier 1995
,.
Au regroupement des 9 communes à l'origine est venu s'ajouter au 1er janvier 2013 la commune de Mortcerf.
Dans le cadre des dispositions de la loi portant nouvelle organisation territoriale de la République (Loi NOTRe) du 7 août 2015, qui prévoit que les établissements publics de coopération intercommunale (EPCI) à fiscalité propre doivent avoir un minimum de 15 000 habitants (et 5 000 habitants en zone de montagnes), le préfet de Seine-et-Marne a approuvé un nouveau schéma départemental de coopération intercommunale (SDCI) qui prévoit notamment la fusion de la ** communauté de communes de la Brie boisée, de la communauté de communes du Val Bréon et de la communauté de communes les Sources de l'Yerres, avec rattachement de la commune de Courtomer. Cette fusion doit intervenir le 1er janvier 2017, mais la création de cette nouvelle intercommunalité  entraîne d'importantes tensions entre les présidents de la CCVB et la CCCB.
Par arrêté préfectoral du 23 décembre 2016, elle fusionne le 1er janvier 2017 avec d'autres communautés de communes pour former la nouvelle intercommunalité du Val Briard.

## Territoire communautaire

### Géographie
Dans le cadre du redécoupage cantonal de 2014 en France, les 10 communes constituant l'intercommunalité ont été intégrées au nouveau canton de Fontenay-Trésigny en mars 2015. Auparavant, 7 communes appartenaient au canton de Rozay-en-Brie et 3 communes appartenaient au canton de Tournan-en-Brie. 

### Composition
En 2016, la Communauté de communes du Val Bréon regroupait les 10 communes suivantes :
| Nom                         | Code Insee | Gentilé            | Superficie (km2) | Population (dernière pop. légale) | Densité (hab./km2) |
| --------------------------- | ---------- | ------------------ | ---------------- | --------------------------------- | ------------------ |
| La Houssaye-en-Brie (siège) | 77229      | Hulsétiens         | 12,43            | 1 644 (2014)                      | 132                |
| Châtres                     | 77104      | Châtriots          | 15,13            | 633 (2014)                        | 42                 |
| Crèvecœur-en-Brie           | 77144      | Crépicordiens      | 9,19             | 390 (2014)                        | 42                 |
| Fontenay-Trésigny           | 77192      | Trésifontains      | 22,12            | 5 362 (2014)                      | 242                |
| Les Chapelles-Bourbon       | 77091      | Capello-Bourbonais | 6,42             | 398 (2014)                        | 62                 |
| Liverdy-en-Brie             | 77254      | Liverdois          | 9,12             | 1 316 (2014)                      | 144                |
| Marles-en-Brie              | 77277      | Marlois            | 12,78            | 1 530 (2014)                      | 120                |
| Mortcerf                    | 77318      | Moressartois       | 17,84            | 1 457 (2014)                      | 82                 |
| Neufmoutiers-en-Brie        | 77336      | Neufmonastériens   | 15,90            | 915 (2014)                        | 58                 |
| Presles-en-Brie             | 77377      | Preslois           | 17,39            | 2 235 (2014)                      | 129                |

### Démographie
| 1968  | 1975  | 1982  | 1990   | 1999   | 2008   | 2013   |
| ----- | ----- | ----- | ------ | ------ | ------ | ------ |
| 5 955 | 8 324 | 9 958 | 11 922 | 13 428 | 15 217 | 15 743 |

## Organisation

### Siège
Le siège de la communauté est situé au 32 rue des Charmilles, 77610 La Houssaye-en-Brie.

### Élus
La communauté est administrée par un conseil communautaire constitué de conseillers municipaux des communes membres.
- Mode de représentation: mixte
- Nombre total de délégués: 28[Quand ?]
- Nombre de délégués par commune: 2 délégués par commune pour la première tranche de 1 000 habitants; 1 délégué supplémentaire au-delà pour chaque tranche entamée de 2 000 habitants.
- Soit en moyenne: 1 délégué pour 553 habitants

### Liste des présidents
| Période      | Période       | Identité              | Étiquette | Qualité |
| ------------ | ------------- | --------------------- | --------- | --- |
| janvier 1995 | avril 2008    | Michel Bouton         |           | Ingénieur Maire de Marles-en-Brie (1983 → 2008) |
| avril 2008   | décembre 2016 | Jean-Jacques Barbaux, | LR        | Ancien juriste, proviseur de lycée Maire de Neufmoutiers-en-Brie (1989 → 2015) Conseiller général de Rozay-en-Brie (1998 → 2015) Conseiller départemental de Fontenay-Trésigny (2015 → 2018) Président du Conseil départemental (2015 → 2018) Président de l'Union des maires 77 (2014 → 2015) |

### Compétences
La communauté exerce les compétences qui lui ont été transférées par les communes membres, dans les conditions définies par le code général des collectivités territoriales. Il s'agit notamment de :
- Réalisation de documents d'urbanisme de portée intercommunale ;
- Création et réalisation de zones d'aménagement concerté (ZAC) ;
- Déploiement et suivi de la zone d'activité intercommunale, la  ZAC du Val Bréon ;
- Entretien et la gestion des voiries de la ZAC ;
- Itinéraires de randonnées ;
- Action sociale d'intérêt communautaire ;
- Protection et mise en valeur de l'environnement (espaces verts de compensation, collecte et élimination des déchets ménagers ;
- Financement, à la place des communes, des participations au Service départemental d'incendie et de secours (S.D.I.S) ;
- L'intercommunalité est une autorité organisatrice de la mobilité. Elle organise et finance le réseau de bus du Pays Briard et est compétente, le service de transport à la demande Proxi'bus et des services de transport scolaire ;
- Équipements sportifs liés aux établissements scolaires d’enseignement secondaire[12].

### Régime fiscal et budget
La Communauté de communes est un établissement public de coopération intercommunale à fiscalité propre.
Afin de financer l'exercice de ses compétences, l'intercommunalité perçoit une fiscalité additionnelle aux impôts locaux payés aux communes, avec FPZ (fiscalité professionnelle de zone) et sans FPE (fiscalité professionnelle sur les éoliennes).
Elle collecte également la taxe d'enlèvement des ordures ménagères (TEOM), qui finance le fonctionnement de ce service.

## Projets et réalisations
Les deux axes majeurs de l’intercommunalité sont :
- La gestion, le développement et le bon fonctionnement du Parc Logistique Paris Val Bréon, dans un souci constant de qualité et une démarche de développement durable.
- Le développement et le financement de services répondant aux nouveaux besoins des populations, par le soutien des projets intercommunaux en allégeant les charges pesant sur les communes : petite enfance, transports scolaires et urbains, SDIS, portage des repas à domicile, etc.

Transports collectifs
Le service de transport à la demande créé en 2011 comptait, en 2013, plus de 500 abonnés et nécessitait alors un accroissement de ses moyens.